# IC 2584
IC 2584 est une galaxie lenticulaire vue par la tranche et située dans la constellation de la Machine pneumatique. Sa vitesse par rapport au fond diffus cosmologique est de 2 872 ± 29 km/s, ce qui correspond à une distance de Hubble de 42,4 ± 3,0 Mpc (∼138 millions d'al). IC 2584 a été découverte par l'astronome américain DeLisle Stewart en 1900.
En raison d'une brillance de surface égale à 11,83 mag/am2, on peut qualifier IC 2584 de galaxie présentant une brillance de surface élevée.

## Groupe de NGC 3273
La galaxie IC 2584 fait partie du trio de galaxies de NGC 3273. L'autre galaxie du trio est NGC 3260.